# Trygve Lie
Trygve Halvdan Lie (Oslo, 16 de julho de 1896 — Geilo, 30 de dezembro de 1968) foi um político norueguês. No período que vai de 1946 até 1952 ele foi de facto o primeiro secretário-geral das Nações Unidas.

## Biografia
Trygve Halvdan Lie nasceu na região de Cristiania, hoje Oslo, capital da Noruega. Seu pai, Martin Lie, carpinteiro por profissão, deixou a família para emigrar para os Estados Unidos em 1902, e dele nunca mais se teve notícias. Sua mãe Hulda mantinha uma pensão em Grorud, perto de Oslo. Lie ingressou no partido Trabalhista em 1911 e foi nomeado como o Secretário Nacional do partido, pouco tempo depois de receber seu diploma em direito pela universidade de Oslo, em 1919. Trygve casou com Hjørdis Jørgensen em 1921; o casal teve três filhas.
Lie foi editor chefe do Det 20 århundre (O Século XX) de 1919 a 1921. De 1922 a 1935 foi o consultante legal do Sindicato National dos Trabalhadores (chamado Confederação dos Sindicatos Noruegueses).
Na política local, Lie serviu com um membro do comitê executivo da municipalidade de Aker no conselho de 1922 a 1931. Ele foi eleito membro do parlamento norueguês pela região de Akershus em 1937. Lie foi apontado Ministro da Justiça quando um partido trabalhista foi formado.
Socialista de longa data, Lie se encontrou com Vladimir Lenin, quando de uma visita do partido Trabalhista a Moscou, e deu permissão a Leon Trotsky para se estabelecer na Noruega após seu exílio. Em 1940, quando a Noruega foi invadida pela Alemanha nazista, Lie ordenou que todos os navios noruegueses navegassem para portos aliados. Em 1941 Lie foi nomeado Ministro de Assuntos Exteriores do governo norueguês no exílio.

### Carreira nas Nações Unidas
Lie liderou a delegação norueguesa à conferência das Nações Unidas em São Francisco em 1946, e se tornou um líder em instituir as disposições do Conselho de Segurança. Em 1 de Fevereiro de 1946, Lie foi eleito como o primeiro Secretário-Geral das Nações Unidas, como um resultado de um compromisso entre as maiores potências.
Como secretário-geral, Lie apoiou a fundação de Israel e da Indonésia. Ele trabalhou para a retirada das forças soviéticas do Irã e num cessar-fogo na Kashimira. Lie atraiu a ira da União Soviética quando ajudou a recolher suporte para a defesa da Coreia do Sul, depois desta ser invadida em 1950. Lie também foi contra a entrada da Espanha nas Nações Unidas pois se opunha ao governo do general Franco.
Ele também procurou o reconhecimento da República Popular da China pela ONU, depois que o Governo Nacionalista foi exilado, argumentando que a República Popular da China seria o único membro que poderia cumprir todas suas obrigações.
Lie foi criticado por seus erros em facilitar as negociações no bloqueio a Berlim, como também em suas falhas em trazer um fim mais rápido à guerra da Coreia.
Em 1950, sob objeções da União Soviética, a Assembleia Geral das Nações Unidas aprovou por 46 votos contra 5 a extensão do mandato de Lie. O voto foi consequência de um impasse no Conselho de Segurança no qual os Estados Unidos se recusavam a aceitar qualquer outro candidato, enquanto a União Soviética se recusava em considerar Lie por causa dos seus envolvimentos com a guerra da Coreia. A União Soviética subsequentemente se recusou a reconhecer Lie como Secretário-Geral.
Lie renunciou ao cargo de Secretário-Geral em 10 de Novembro de 1952.